# Изола-дель-Лири
Изола-дель-Лири (итал. Isola del Liri) — коммуна в Италии, располагается в регионе Лацио, подчиняется административному центру Фрозиноне (Латинская Долина).

## История
Изола-дель-Лири после падения Западной Римской империи находился под властью византийцев, а затем лангобардов. Позже он стал частью герцогства Сора, став герцогским престолом под властью семьи Бонкомпаньи. В 1796 году он был присоединён к Папской области.
Население составляет 11 890 человек, плотность населения составляет 743 чел./км². Занимает площадь 16 км². Почтовый индекс — 03036. Телефонный код — 0776.
Покровительницей коммуны почитается Пресвятая Богородица (Madonna di Loreto), празднование 10 декабря. Во второе воскресение июля совершается чествование животворящего Креста Господня.